# Agenzia Spaziale Italiana
Die Agenzia Spaziale Italiana (ASI, deutsch: „Italienische Weltraumagentur“) ist die staatliche italienische Weltraumorganisation mit Sitz in Rom. Sie wurde 1988 gegründet und untersteht der allgemeinen Aufsicht des Ministerratspräsidiums und der wissenschaftlichen Aufsicht des Ministeriums für Universitäten und Forschung.

## Aufgaben und Ziele

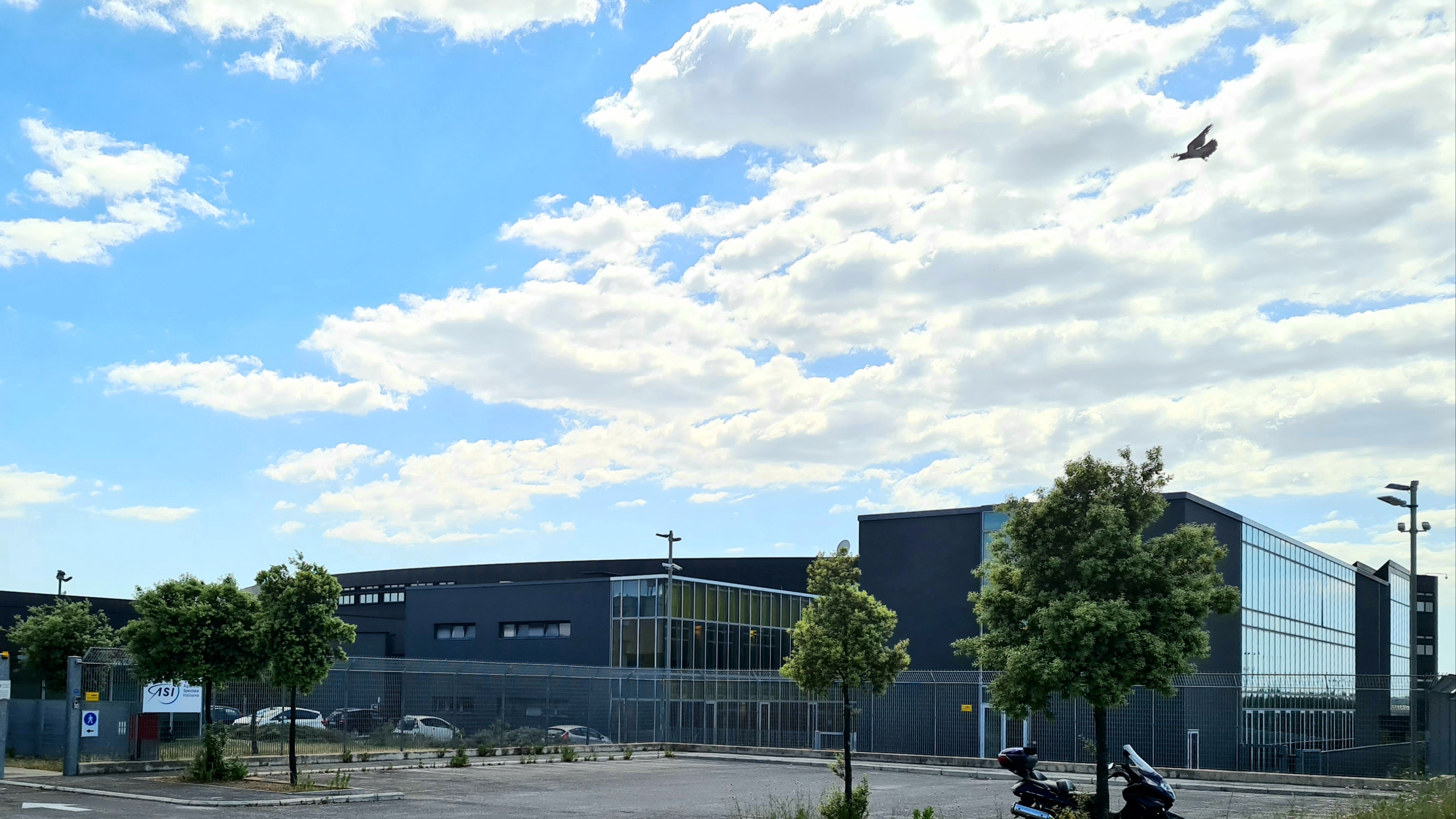
Sitz der italienischen Weltraumagentur in Rom

Die Agentur fördert und koordiniert alle Weltraumaktivitäten Italiens. Sie ist für die Umsetzung der italienischen Raumfahrtpolitik zuständig und erstellt entsprechend den politischen Vorgaben das „Nationale Raumfahrtprogramm“. Ziel ist die Unterstützung von Forschung und Raumfahrttechnologie, insbesondere in den Bereichen Telekommunikation, Zivilschutz, Verteidigung, Umweltschutz und Rohstoffnutzung. Durch diese Arbeit soll ein Beitrag zur Verbesserung der Lebensqualität, der Sicherheit und der wirtschaftlichen Grundlagen geleistet werden.
Die ASI ist nicht nur eine Planungs- und Koordinierungsbehörde. Sie verfügt an verschiedenen Standorten über etliche eigene Forschungs- und Entwicklungseinrichtungen. Eine enge Zusammenarbeit gibt es in diesem Bereich mit Universitäten, dem Nationalen Forschungsrat CNR, dem Luft- und Raumfahrt-Forschungszentrum CIRA und zahlreichen Industriebetrieben. Beteiligt sich Italien an internationalen Raumfahrtprogrammen, vergibt die Agentur direkt oder im Auftrag internationaler Organe Aufträge für den Bau von Komponenten und Systemen, den sie dann auch unterstützend und beratend betreut. Die bedeutendsten italienischen Hersteller von Raumfahrtsystemen gehören heute fast alle zum Technologieunternehmen Leonardo. Wichtige Rollen haben dabei Telespazio und Thales Alenia Space.

## Projekte

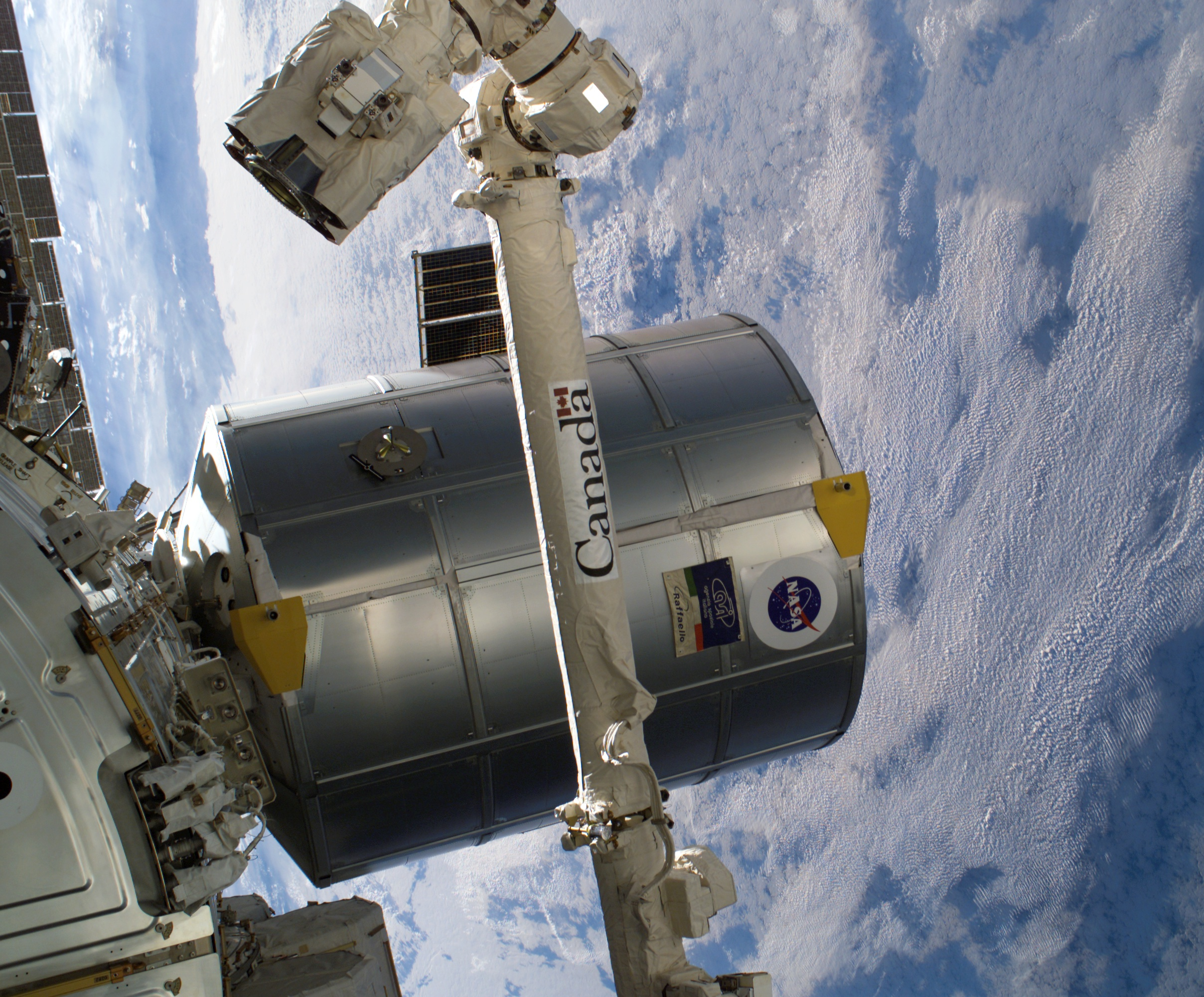
Raffaello MPLM

Die ASI arbeitet sehr eng mit der ESA zusammen, an deren Gründung Italien 1975 beteiligt war. Enge Beziehungen gibt es auch zur NASA und zu anderen Weltraumagenturen. Die ASI ist Vollmitglied im Consultative Committee for Space Data Systems (CCSDS).
Beteiligt ist die Agenzia Spaziale Italiana u. a. an der Ariane-Rakete, an der Internationalen Raumstation (u. a. Logistikmodule Leonardo, Raffaello, Donatello, Sky Polarization Observatoriy, Alpha Magnetic Spectrometer), am SAR-X-Programm (mit der NASA und der DLR), am ERS-Satellitenprogramm, an den Satelliten Olympus und Artemis, an den Projekten Venus Express und Mars Express, am Roboterprojekt Aurora, sowie am Cassini-Huygens-Projekt (wofür Italien die Hochleistungsantenne lieferte) und an der Shuttle Radar Topography Mission zur Vermessung der Erdoberfläche.
Bilaterale Projekte gibt es vor allem mit der NASA, aber z. B. auch im Rahmen der Russian Italian Mission-RIM.
Im nationalen Bereich entwickelte die ASI u. a. die Satelliten Sirio, Italsat, SICRAL 1, Mita, Beppo-SAX, AGILE, COSMO-Skymed und LARES. An der Entwicklung der leichten Trägerrakete Vega beteiligten sich auch einige andere ESA-Mitglieder. Die Rakete wurde der ESA angeboten und wird seit 2012 eingesetzt.

### Beteiligung an internationalen Projekten (Auswahl)
- Ariane (Rakete)
- Cassini-Huygens
- Cupola
- Columbus (ISS-Modul)
- Dawn
- Double Asteroid Redirection Test
- Envisat
- European Remote Sensing Satellite
- Galileo
- Harmony (ISS-Modul)
- Infrared Space Observatory
- Integral
- Juno
- LAGEOS
- Mars Express
- Mars Reconnaissance Orbiter
- Meteosat
- Multi-Purpose Logistics Module
- Planck-Weltraumteleskop
- Rosetta
- Solar and Heliospheric Observatory
- Space Tether
- Swift
- Tranquility (ISS-Modul)
- Vega
- Venus Express
- XMM-Newton

## Geschichte

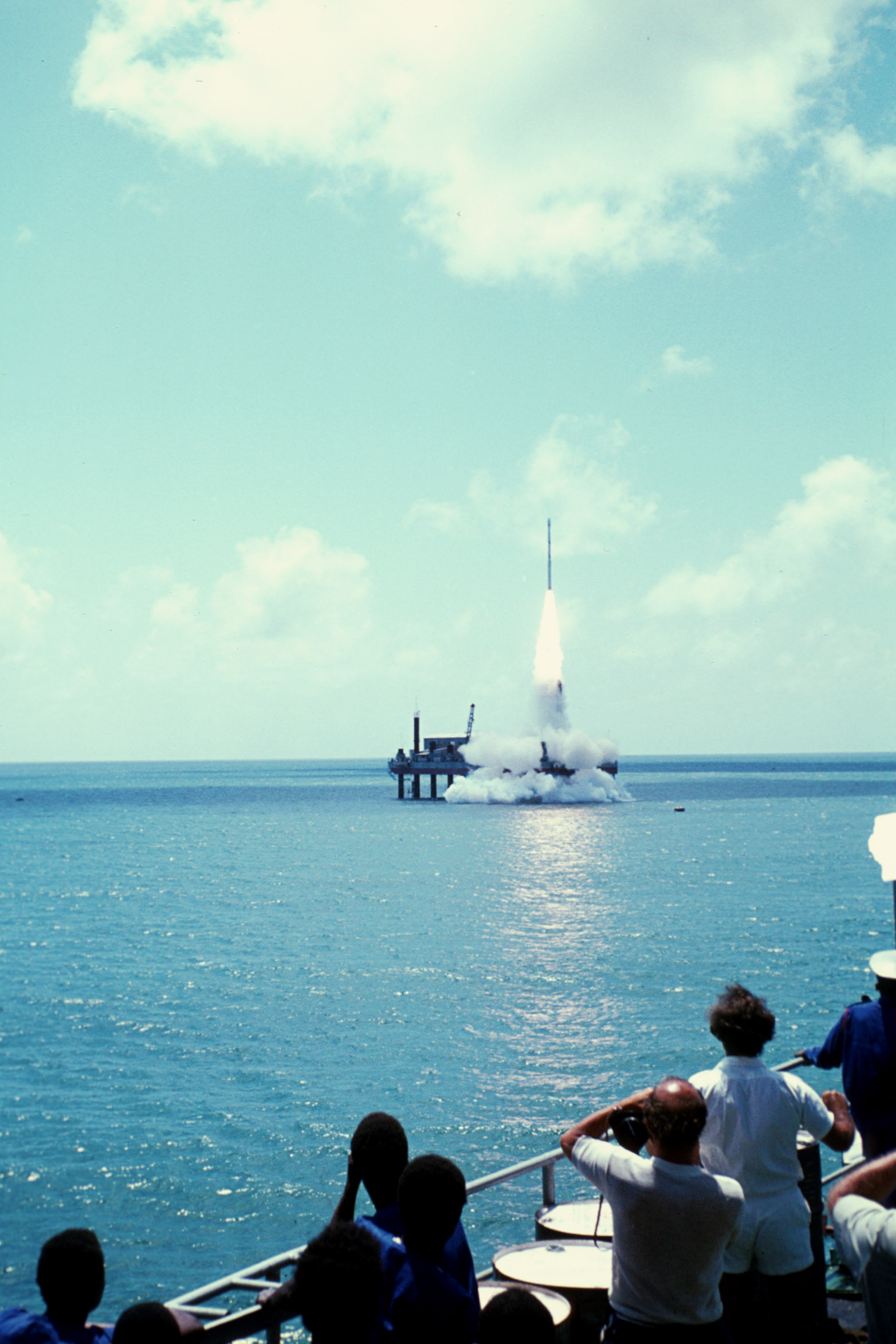
Start einer Scout-Rakete mit Ariel V als Nutzlast von der San-Marco-Plattform

Die Geschichte der Agenzia Spaziale Italiana deckt sich nicht mit der gesamten italienischen Raumfahrtgeschichte, die Ende der 1950er Jahre mit der Entwicklung der Forschungssatelliten vom Typ „San Marco“ begann. Diese insgesamt fünf Satelliten wurden ab 1964 von Wallops Island, USA und vom italienischen Raketenstartplatz Malindi (San-Marco-Plattform) in Kenia ins All geschossen. Zu diesem Zeitpunkt war Italien das erste europäische Land (und nach den USA und der Sowjetunion das dritte weltweit), das einen Satelliten im Weltraum zum Einsatz brachte. 1977 war dann der Telekommunikationssatellit „Sirio“ (12–18 GHz) an der Reihe, der im Auftrag des Consiglio Nazionale delle Ricerche (damals für die Koordinierung des Raumfahrtwesens zuständig) von italienischen Unternehmen gebaut worden war. Die zunehmenden Aktivitäten in diesem Bereich und die Mitarbeit bei den europäischen Raumfahrtagenturen ELDO, ESRO und dann ESA führten 1988 zur Gründung der ASI, wodurch die italienischen Raumfahrtaktivitäten einen angemesseneren organisatorischen und auch rechtlichen Rahmen erhielten.
Franco Malerba war 1992 der erste italienische Astronaut, der mit einem amerikanischen Space Shuttle in den Weltraum flog. Ihm folgten Umberto Guidoni (der später als erster Europäer in der ISS arbeitete) und 1996 Maurizio Cheli. Roberto Vittori und  Luca Parmitano gelangte vom russischen Weltraumbahnhof Baikonur mit Sojus-Raketen zwei Mal zur ISS, zuletzt im Jahr 2019. Parmitano war der erste italienische ISS-Kommandant.
2006 wurde Paolo Nespoli als Missionsspezialist für die Space-Shuttle-Mission STS-120 ausgewählt, mit der Ende Oktober 2007 das in Italien gebaute Modul Harmony zur internationalen Raumstation gebracht wurde.